# Pseudomys
Pseudomys — це рід гризунів, який містить велику різноманітність мишей, що походять з Австралії та Нової Гвінеї. Вони є одними з небагатьох наземних плацентарних ссавців, які колонізували Австралію без втручання людини.

## Етимологія
Назва Pseudomys означає «помилкова миша», ймовірно, через подібність і унікальність від «справжніх мишей» у роду Mus.

## Природознавство
Цей рід містить низку видів з різними звичками, що ускладнює узагальнення. Загальний розмір тіла коливається в широких межах від 60 до 160 мм. Хвіст 60–180 мм, вага реєструється від 12 до 90 г. Вони населяють найрізноманітніші середовища проживання від тропічних лісів до рівнин і луків. Тварини ведуть нічний спосіб життя, день проводять у норах. Харчування також різниться: деякі види їдять насіння, коріння та комах, а інші харчуються переважно травами. Унікальність цих мишей полягає в тому, що вони створюють навколо своїх нір насипи з каміння. Кілька видів Pseudomys перебувають під загрозою зникнення через конкуренцію з інтродукованими видами та руйнування середовища існування. Кілька інших, ймовірно, вимерли.